# Canton de Corrèze
Le canton de Corrèze est une ancienne division administrative française située dans le département de la Corrèze, en région Limousin.

## Histoire
Le canton de Corrèze est l'un des cantons de la Corrèze créés en 1790, en même temps que la plupart des autres cantons français. Il a d'abord été rattaché au district de Tulle avant de faire partie de l'arrondissement de Tulle.

### Redécoupage cantonal de 2014-2015
Par décret du 24 février 2014, le nombre de cantons du département passe de 37 à 19, avec mise en application aux élections départementales de mars 2015. Le canton de Corrèze est supprimé à cette occasion. Cinq de ses neuf communes sont alors rattachées au canton de Naves, trois autres au canton d'Égletons (Chaumeil, Sarran et Vitrac-sur-Montane), et la dernière (Eyrein) au canton de Sainte-Fortunade.

## Géographie
Ce canton était organisé autour de Corrèze dans l'arrondissement de Tulle. Son altitude variait de 237 m (Bar) à 911 m (Chaumeil).

## Composition
Le canton de Corrèze regroupait neuf communes et comptait 3 421 habitants au 1er janvier 2012.
| Nom                 | Code Insee | Intercommunalité                        | Population (dernière pop. légale) |
| ------------------- | ---------- | --------------------------------------- | --------------------------------- |
| Corrèze (chef-lieu) | 19062      | CA Tulle Agglo                          | 1 119 (2014)                      |
| Bar                 | 19016      | CA Tulle Agglo                          | 316 (2014)                        |
| Chaumeil            | 19051      | CC de Ventadour - Égletons - Monédières | 162 (2014)                        |
| Eyrein              | 19081      | CA Tulle Agglo                          | 496 (2014)                        |
| Meyrignac-l'Église  | 19137      | CC de Ventadour - Égletons - Monédières | 63 (2014)                         |
| Orliac-de-Bar       | 19155      | CA Tulle Agglo                          | 282 (2014)                        |
| Saint-Augustin      | 19181      | CA Tulle Agglo                          | 429 (2014)                        |
| Sarran              | 19251      | CC de Ventadour - Égletons - Monédières | 271 (2014)                        |
| Vitrac-sur-Montane  | 19287      | CA Tulle Agglo                          | 249 (2014)                        |

## Démographie
| 1962  | 1968  | 1975  | 1982  | 1990  | 1999  | 2006  | 2011  | 2012  |
| ----- | ----- | ----- | ----- | ----- | ----- | ----- | ----- | ----- |
| 4 962 | 4 630 | 4 207 | 3 790 | 3 404 | 3 324 | 3 437 | 3 445 | 3 421 |

## Administration

### Conseillers d'arrondissement (de 1833 à 1940)
| Période                                  | Période      | Identité                       | Étiquette               | Qualité |
| ---------------------------------------- | ------------ | ------------------------------ | ----------------------- | --- |
| 1833                                     | 1842         | Martial Gorsse                 |                         | Avocat, ancien maire de Corrèze, Commandant de la Garde nationale                                           |
| 1842                                     | 1848         | Antoine Terriou                |                         | Médecin à Corrèze                                                                                           |
|                                          |              |                                |                         | |
| 1898                                     | 1901 (décès) | Eugène Edmond de Braquillanges | Royaliste               | Propriétaire du château du Bech à Corrèze                                                                   |
|                                          |              |                                |                         | |
| 1922                                     | 1940         | Martial Tourneix (1890-1983)   | Républicain indépendant | Agriculteur à Corrèze, expert agricole                                                                      |
| 1940                                     |              |                                |                         | Les conseils d'arrondissement ont été suspendus par la loi du 12 octobre 1940 et n'ont jamais été réactivés |
| Les données manquantes sont à compléter. |              |                                |                         | |

### Conseillers généraux de 1833 à 2015
| Période | Période      | Identité                            | Étiquette    | Qualité |
| ------- | ------------ | ----------------------------------- | ------------ | --- |
| 1833    | 1843 (décès) | Étienne Clément                     |              | Juge de paix à Corrèze |
| 1843    | 1848         | Antoine Annet Tramond               |              | Notaire à Bar, maire de Saint-Augustin |
| 1848    | 1858 (décès) | Jean-Elisabeth Clément de Salaignac |              | Maire de Meyrignac-l'Église Docteur en médecine                                                                                                  |
| 1858    | 1883         | Antoine Terriou (1810-1894)         | Droite       | Notaire, maire de Corrèze, propriétaire à Vitrac-sur-Montane, ancien conseiller d'arrondissement                                                 |
| 1883    | 1898 (décès) | Louis Billot                        | Républicain  | Docteur en médecine Maire de Corrèze |
| 1898    | 1919         | Jean-Philippe Florentin             | Républicain  | Notaire à Corrèze |
| 1919    | 1940         | Georges Lafarge                     | URD          | Médecin - Maire de Meyrignac-l'Église Nommé membre de la Commission administrative départementale en 1941 Nommé conseiller départemental en 1942 |
|         |              |                                     |              | |
| 1945    | 1979 (décès) | Henri Bénassy                       | MRP puis DVD | Médecin à Corrèze |
| 1979    | 2015         | Bernadette Chirac                   | RPR puis UMP | Première dame de France de 1995 à 2007 Adjointe au maire de Sarran                                                                               |

### Élections cantonales du 21 mars 2004
Source : Ministère de l'Intérieur, de l'Outre-mer et des Collectivités territoriales
- Christian Ravidat (PS) - 33,66 %
- Bernadette Chirac (UMP) - 56,73 % - Élue au premier tour
- Chantal Noël (FN) - 3,84 %
- Didier Lorioux (Les Verts) - 5,78 %

### Élections cantonales de mars 2011
- Bernadette Chirac (UMP) - 50 % - Élue au premier tour
- François Barbazange (DVG) - 45,1 %
- Murriel Padovani-Lorioux (Écologiste) - 4,9 %

Cette élection a été annulée par le tribunal administratif de Limoges en juillet 2011.

### Élection cantonale partielle de septembre 2011
- Bernadette Chirac (UMP): 60,81 %
- Rémy Runfola (PS): 20,68 %
- Muriel Padovani-Lorioux (Écologiste) : 3,27 %
- Sylvain Roques (Front de gauche) : 12,03 %
- Zoran Rioucourt  (FN) : 3,22 %

### Élections nationales
Lors de l'élection présidentielle française de 2007, Ségolène Royal obtient 1 284 voix dans ce canton soit 50,4 % des voix contre 1 266 voix et 49,6 % à Nicolas Sarkozy. En 2010, lors des élections régionales, la liste de gauche menée par Jean-Paul Denanot arrive en tête dans toutes les communes du canton à l'exception de Sarran.